# ألبرت كريبس
ألبرت كريبس هو سياسي ألماني، ولد في 3 مارس 1899 في آمورباخ في ألمانيا، وتوفي في 1974 في هامبورغ في ألمانيا. نشط حزبياً في الحزب النازي. وقد انتخب غاولايتر.